# Fortinet
Fortinet ist ein US-amerikanisches multinationales Unternehmen mit Sitz in Sunnyvale (Kalifornien). Das Unternehmen entwickelt und vertreibt Software, Appliances und Dienste auf dem Gebiet der Informationssicherheit, zum Beispiel Firewalls, Antivirenprogramme, Intrusion Detection und Endpunktsicherheit. Gemessen am Umsatz ist es das viertgrößte Unternehmen für Netzwerksicherheit.
Fortinet wurde 2000 von den Brüdern Ken und Michael Xie gegründet. 2004 wurde eine Finanzierung in Höhe von 93 Mio. $ aufgebracht; im selben Jahr wurden zehn FortiGate-Appliances eingeführt. Zu diesem Zeitpunkt begannen auch die Patentstreitigkeiten zwischen Fortinet und Trend Micro. Das Unternehmen ging 2009 an die Börse und erzielte durch die Erstplatzierung 156 Mio. $. In den 2000er Jahren diversifizierte Fortinet seine Produktpalette und nahm unter anderem Produkte für drahtlose Access Points, Sandboxing und Messaging-Sicherheit in sein Angebot auf.

## Unternehmensgeschichte
Fortinet wurde 2000 von den Brüdern Ken und Michael Xie in Sunnyvale (Kalifornien) gegründet. Die Gründer hatten zuvor leitende Positionen bei NetScreen bzw. ServGate inne. Das Unternehmen hieß zunächst Appligation Inc., wurde im Dezember 2000 in Appsecure umbenannt und erhielt später schließlich den Namen Fortinet, was sich vom englischen Ausdruck „Fortified Networks“ (etwa: befestigte Netzwerke) ableitet. Zwei Jahre wurden mit Forschung und Entwicklung verbracht, bevor 2002 das erste Produkt auf den Markt kam.
Fortinet konnte durch private Finanzierung von 2000 bis Anfang 2003 13 Mio. $ aufbringen. Weitere 30 Mio. $ wurden im August 2003 finanziert, gefolgt von 50 Mio. $ im März 2004, sodass insgesamt eine Finanzierung von 93 Mio. $ erreicht wurde. Nach Angaben von Fortinet hat sich der Umsatz des Unternehmens von 2002 bis 2003 verzehnfacht. Das erste Channel Program des Unternehmens wurde im Oktober 2003 gestartet. Westcon Canada begann im Dezember 2003 mit dem Vertrieb von FortiGate-Produkten; im Februar 2004 folgte Norwood Adam in Großbritannien. Das Reseller-Programm wurde im Januar 2006 umstrukturiert und „SOC in a BOX“ betitelt. Im Jahr 2004 hatte Fortinet bereits Niederlassungen in Asien, Europa und Nordamerika.
Im Oktober 2005 wurde in einer Studie von OpenNet festgestellt, dass Appliances von Fortinet in Myanmar für die Internetzensur verwendet wurden. Fortinet gab an, dass seine Produkte von firmenexternen Resellern vertrieben werden und dass das Unternehmen US-Embargos respektiere; es kamen jedoch Fotografien ans Licht, auf denen ein Vertriebsmitarbeiter von Fortinet zusammen mit dem burmesischen Premierminister zu sehen ist.
2008 erklärten Fortinet-Forscher, dass ein Facebook-Widget von Zango mehr als drei Millionen Nutzer unter dem Vorwand, den Nutzern ihre heimlichen Verehrer zu verraten, zum Herunterladen böswilliger Spyware verleitet habe. Zango wies die Vorwürfe zurück, da ihre Software der ausdrücklichen Zustimmung bedürfe.
2008 erwarb Fortinet die Rechte am geistigen Eigentum für Datenbanksicherheit und Auditing von IPLocks und unterbreitete den 28 Mitarbeitern des Unternehmens Stellenangebote. Im August 2009 erwarb Fortinet die Rechte am geistigen Eigentum und andere Assets von Woven Systems, einem Ethernet-Switching-Unternehmen. Nach Angaben von International Data Corporation war das Unternehmen zu diesem Zeitpunkt der größte Anbieter von Lösungen für Unified Threat Management mit einem Marktanteil von 15,4 Prozent. Das Unternehmen war stetig gewachsen und wurde profitabel, nachdem 2004 bis 2007 Verluste gemacht wurden. Fortinet war auch ein Aufsteiger im umfragebasierten Jahresbericht (ARC) des CRN Magazine und erreichte 2009 den ersten Platz.
Im November 2009 erfolgte die Erstplatzierung von Fortinet. Geplant war, mit dem Verkauf von 5,8 Millionen Aktien 52,4 Mio. $ zu erzielen. Zahlreiche Aktieninhaber verkauften ihre Aktien zur gleichen Zeit. Kurz vor dem ersten Handelstag erhöhte Fortinet den Aktienpreis von 9 $ auf 12,50 $. Am ersten Börsentag der Aktie stieg der Preis auf 16,62 $, sodass 156 Mio. $ erzielt wurden.
2010 erreichte Fortinet einen Jahresumsatz von 324 Mio. $. Im November desselben Jahres berichtete Bloomberg von Gerüchten, dass IBM die Übernahme des Unternehmens plane, was von Fortinet abgestritten wurde. Im Dezember 2012 übernahm Fortinet XDN (vormals 3Crowd), den Anbieter des App-Hosting-Dienstes CrowdDirector. 2013 übernahm Fortinet für eine nicht überlieferte Summe Coyote Point, einen Anwendungsbereitsteller.
Im Juli 2013 nahm Fortinet Änderungen an seinem Reseller-Programm vor, um kleineren Anbietern von verwalteten Sicherheitsdiensten Finanzierung und anderen Optionen zu ermöglichen. Es haben sich einige Reseller darüber beschwert, dass Fortinet mit seinen eigenen Resellern konkurriere, dagegen erklärte Fortinet, dass das Unternehmen keine direkten Verkäufe tätige.
Fortinet gründete 2014 zusammen mit Palo Alto Networks die Cyber Threat Alliance, um Daten zu Sicherheitsbedrohungen zwischen Anbietern zu teilen. Später im selben Jahr traten McAfee und Symantec der Allianz bei. Im Mai 2015 übernahm Fortinet das im Silicon Valley beheimatete WiFi-Hardware-Unternehmen Meru Networks für 44 Mio. $. Ende 2015 demonstrierten Fortinet-Sicherheitsforscher einen Fitbit-Hack, bei dem Hacker über Bluetooth Zugang erlangten und dann Zugriff auf synchronisierte Geräte hatten.
Im Juni 2016 übernahm Fortinet für ca. 28 Mio. $ AccelOps, einen Anbieter von Software für IT-Sicherheit, Überwachung und Analyse. Laut ZDNet war das Unternehmen hauptsächlich für seine Produkte für Security Information and Event Management (SIEM) bekannt. Dies sind Produkte, die Hardware- und Software-Sicherheitswarnungen analysieren.
Im Juli 2020 übernahm Fortinet das Unternehmen OPAQ Networks, einen Secure Access Service Edge (SASE)-Cloud-Anbieter mit Sitz in Herndon, Virginia.
Im August 2024 übernahm Fortinet das Unternehmen Lacework, einen der führenden Anbieter in Sachen Cloud-Sicherheit und Cloud-native Anwendungsschutzplattform (CNAPP) mit Sitz in Herndon, Virginia.

### Rechtsstreitigkeiten
Ein deutscher Linux-Programmierer von gpl-violations.org erreichte im April 2005 eine einstweilige Verfügung gegen die britische Niederlassung von Fortinet. Dem Unternehmen wurde vorgeworfen, dass es die Verwendung von Linux-Kernels, für die die General Public License (GPL) gilt, durch Verschlüsselung verschleiert hat. Die Lizenzbedingungen verlangen die Offenlegung des Quellcodes. Im darauffolgenden Monat erklärte sich Fortinet dazu bereit, den Quellcode für die GPL-lizenzierten Elemente auf Anfrage zur Verfügung zu stellen, modifizierte die eigenen Lizenzbedingungen und nahm weitere Änderungen vor, wodurch der Konflikt beigelegt wurde.
Im Mai 2004 reichte Trend Micro Beschwerde gegen Fortinet ein und warf dem Unternehmen vor, mit seiner Antivirentechnologie Patentrechte von Trend Micro für Methoden zum Scannen von E-Mail- und Internetdatenverkehr zu verletzen. Im August desselben Jahres urteilte die International Trade Commission gegen Fortinet und untersagte den Verkauf der betroffenen Produkte. Nach Meinung von Fortinet waren die Patente von Trend Micro zu weit gefasst, dennoch akzeptierte das Unternehmen das Urteil. Fortinet und Trend Micro kamen im Januar 2006 zu einer Einigung, deren Inhalte nicht bekannt wurden, und Fortinet modifizierte seine Antivirenprodukte, um die Patente von Trend Micro nicht zu verletzen.
Einige Jahre später äußerte ein Anwalt von der International Trade Commission in einem anderen Fall die Meinung, dass die betreffenden Patente von Trend Micro nicht gültig seien. Nach einem neuen Antrag von Fortinet erklärte das Patentamt der Vereinigten Staaten die Patente im Dezember 2010 für ungültig.
Im Dezember 2013 verklagte Fortinet das Unternehmen Sophos und beschuldigte es, Fortinet-Mitarbeiter abzuwerben und Fortinet-Patente zu verletzen. Der Rechtsstreit wurde zwei Jahre später mittels Schlichtung beigelegt; die Bedingungen wurden nicht offengelegt.

### Kapitalmaßnahmen
Aktiensplits erfolgten im Verhältnis
- 1:2 am 1. Juni 2011[46]
- 1:5 am 22. Juni 2022[47]

## Produkte

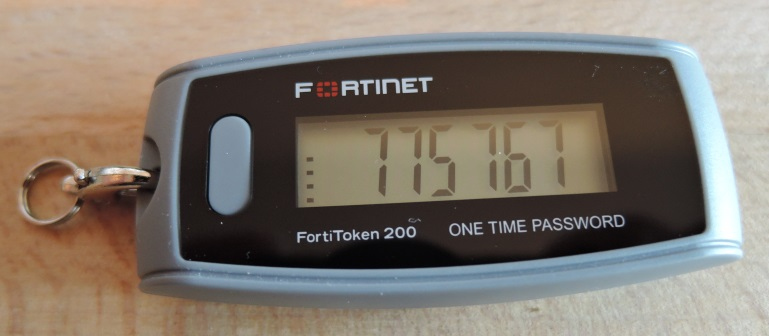
Fortinet Fortitoken zeigt Einmalkennwort an

Fortinet entwickelt und vermarktet IT-Sicherheits- und Netzwerk-Hardware und -Software. Das bekannteste Produkt des Unternehmens ist die FortiGate-Reihe von Sicherheitsappliances, die viele Funktionen für die Informationssicherheit vereinen. Nach einem Bericht der IT-Analystenfirma The Dell'Oro Group aus dem Jahr 2015 hatte Fortinet im Jahr 2014 gemessen am Umsatz einen Marktanteil von acht Prozent, gegenüber nur 2,9 Prozent im Jahr 2012. Damit ist Fortinet der viertgrößte Anbieter in dieser Branche. Nach Angaben von Fortinet verteilen sich die Anwender seiner Produkte zu 35 % auf Kleinunternehmen, zu 28 % auf mittelgroße Unternehmen (Enterprises) und zu 37 % auf große Unternehmen.

### FortiGate
Zu Fortinets FortiGate-Reihe von physischen und virtuellen Appliances für das Unified Threat Management gehören verschiedene Sicherheitsfunktionen wie Firewalls, Eindringungsverhinderung, Webfilter und Schutz vor Schadprogramm oder Spam. Diese Produktfamilie umfasst Lösungen für kleine Unternehmen und Filialen ebenso wie für große Unternehmen, Rechenzentren und Internetdienstanbieter. Dazu gehören auch Next-Generation Firewalls (NGFW), die von Gartner als Produkte definiert werden, die Firewalls, VPN, Intrusion Detection und andere Sicherheitsfunktionen in sich vereinen.
Als erstes Produkt von Fortinet wurde im Oktober 2002 das FortiGate 3000 veröffentlicht, das einen Durchsatz von 3 Gigabit pro Sekunde (Gbit/s) aufwies. Zwei Jahre später erschien die 5000-Familie. Laut The International Directory of Company Histories wurden die frühen Produkte von Fortinet für kleine Unternehmen und Filialen in der Branche gut aufgenommen.
Anfang 2013 fügte Fortinet der FortiGate-Appliance Firewall-Funktionalität hinzu, die für interne Netzwerke entwickelt wurde und auf speziellen ASICs basiert. Die virtuelle FortiGate-Appliance wurde 2014 zu Amazon Web Services hinzugefügt. Im April 2016 kündigte Fortinet das Fortinet Security Fabric an, das Drittanbietern ermöglichen soll, Informationen mit Fortinet-Appliances und -Software über APIs auszutauschen. Außerdem wurde die FortiGate 6040E 320Gbit/s Firewall eingeführt, die das neue CP9 ASIC beinhaltet, das einige Verarbeitungslast von der Haupt-CPU übernimmt, und die in künftigen FortiGate-Versionen eingesetzt wird.

### Weitere Produkte
Fortinet bietet zahlreiche weitere Software- und Hardwareprodukte an, darunter mehr als ein Dutzend Produkte für Switching, Desktops, VOIP-Dienste, DNS, Benutzerauthentifizierung und andere Anwendungen.
Die FortiAnalyzer-Software des Unternehmens bietet Berichtfunktionen für Fortinet-Produkte, einschließlich Ereignisprotokollierung, Sicherheitsberichterstellung und Analyse. FortiClient ist ein Endpunkt-Sicherheitsprodukt für Desktops, Telefone und andere Geräte. Die FortiClient VPN-Software wurde erstmals im April 2004 veröffentlicht.
Die FortiGuard-Antispam- und FortiMail-Messaging-Sicherheitsprodukte wurden erstmals im Februar 2005 veröffentlicht. FortiManager, die Software für Rechenzentrensicherheit, wurde im April 2003 eingeführt. Fortinet stellte seine Produktfamilie für Datenbanksicherheit 2008 vor.
Die Switching-Plattformen FortiSwitch von Fortinet wurden 2009 eingeführt und die Anwendungsbereitstellungscontroller im August 2013. Im Oktober 2010 veröffentlichte Fortinet virtuelle Softwareversionen seiner FortiGate-, FortiManager-, FortiAnalyzer- und FortiMail-Appliances. Das FortiCloud-Managementsystem wurde im August 2015 aktualisiert. Ein Software-defined Networking-Angebot wurde im September 2015 vorgestellt.
Fortinet produziert und vermarktet drahtlose Versionen seines FortiGate-Produkts unter dem Namen FortiWifi, erstmals vorgestellt im März 2004. Im August 2015 führte Fortinet eine neue Familie von Cloud-basierten drahtlosen Access Points ein. Die FortiDDoS-Produktfamilie wurde im März 2014 auf den Markt gebracht.

### Betriebssystem
FortiOS ist das Betriebssystem für Geräte von Fortinet. Es verwendet eine modifizierte Version des Linux-Kernels als Kernel (abgeleitet von Version 2.4.37 in FortiOS v.5.4.1) und ext2 als Dateisystem. Die Webverwaltungsschnittstelle verwendet das Python-Framework django. Seit FortiOS 6.x wird Version 3.2.16 mit GCC Version 7.3.1 eingesetzt, ab FortiOS 7.x wird GCC Version 10.3.0 verwendet und der eingesetzte Kernel ab FortiOS 7.2 ist 4.19.13:
| FortiOS | Kernel Version | GCC Version |
| ------- | -------------- | ----------- |
| 5.x     | 2.4.37         | 7.3.1       |
| 6.x     | 3.2.16         | 7.3.1       |
| 7.0     | 3.2.16         | 10.3.0      |
| >=7.2   | 4.19.13        | 10.3.0      |

Im Unterschied zu anderen Appliance Systemen kann bei FortiOS über den Befehl „fnsysctl“ in die Linux Shell eingegriffen werden, z. B.: via „fnsysctl cat /proc/version“ oder „fnsysctl ls -la /etc/cert/local“.

## Weitere Unternehmungen
Fortinet unterhält das interne Sicherheitsforschungsteam FortiGuard Labs, das 2005 gegründet wurde. In Asien werden vier Zentren für Forschung und Entwicklung betrieben sowie weitere in den USA, in Kanada und Frankreich. Fortinet bietet ein Zertifizierungs- und Schulungsprogramm mit acht Stufen der NSE-Zertifizierung an. Das Unternehmen betreibt außerdem die Network Security Academy, die Anfang 2016 gegründet wurde. Es stellt Universitäten, die Lehrveranstaltungen zur IT-Sicherheit anbieten, Ressourcen zur Verfügung.